# Gymnothorax miliaris
Gymnothorax miliaris is een murene die voorkomt in het westen van de Atlantische Oceaan. De soort kan een lengte bereiken van zo'n 70 cm.